# 有柄红景天
有柄红景天（学名：Rhodiola petiolata）是景天科红景天属的植物，为中国的特有植物。分布于中国大陆的西藏等地，生长于海拔4,300米的地区，目前尚未由人工引种栽培。